# Ȼ̓
Cette page contient des caractères spéciaux ou non latins. S’ils s’affichent mal (▯, ?, etc.), consultez la page d’aide Unicode.
Ȼ̓ (minuscule : ȼ̓), appelé C barré virgule suscrite, est une lettre utilisée dans l’écriture du ktunaxa.
Elle est formée de la lettre C diacritée d’une barre inscrite oblique et d’une virgule suscrite.

## Utilisation
En ktunaxa, le ȼ̓ représente une consonne affriquée alvéolaire sourde glottalisée /tsˀ/.

## Représentations informatiques
Le C barré virgule suscrite peut être représenté avec les caractères Unicode (latin étendu - A, diacritiques) :
- composé et normalisé NFC (latin étendu A) :

| formes    | représentations | chaînes de caractères | points de code | descriptions                                                |
| --------- | --------------- | --------------------- | -------------- | ----------------------------------------------------------- |
| capitale  | Ȼ̓               | Ȼ◌̓                    | U+023B U+0313  | lettre majuscule latine c barré diacritique virgule en chef |
| minuscule | ȼ̓               | ȼ◌̓                    | U+023C U+0313  | lettre minuscule latine c barré diacritique virgule en chef |